# 直荚草黄耆
直荚草黄耆（学名：Astragalus ortholobiformis）为豆科黄芪属的植物。分布在蒙古、哈萨克斯坦以及中国大陆的新疆、甘肃等地，生长于海拔3,000米的地区，见于山区，目前尚未由人工引种栽培。